# Hildebrandshausen
Hildebrandshausen is een dorp in de Duitse deelstaat Thüringen, en maakt deel uit van de landgemeente Südeichsfeld in de Unstrut-Hainich-Kreis. Tot 1 december 2011 was het een zelfstandige gemeente.